# Stella Henderson

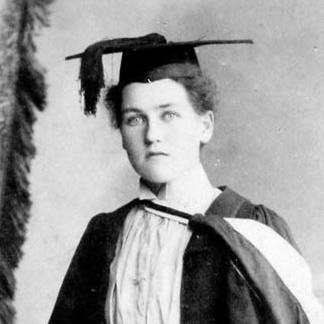
Stella Henderson (vermutlich 1893)

Stella May Henderson (* 25. Oktober 1871 in Kaiapoi, Region Canterbury, Neuseeland; † 1. März 1962 in Melbourne, Victoria, Australien) war eine neuseeländische Journalistin und Feministin. Sie war die erste Frau als Parlamentsreporterin in Neuseeland und Australien.

## Frühes Leben
Stella May Henderson wurde am 25. Oktober 1871 als siebtes von neun Kindern der Eheleute Alice Connolly und Daniel Henderson in Kaiapoi, im Waimakariri District der Region Canterbury geboren. Ihr Vater war selbstständig und betrieb Flachsverarbeitung sowie ein Geschäft in Kaiapoi. Um den Kindern eine bessere Schulausbildung zu ermöglichen, zog die Familie 1882 nach Christchurch. Im Alter von 12 Jahren wechselte Stella Henderson zur Girls' High School in Christchurch und gewann 1888 den Preis des University of New Zealand Junior Scholarship zum Besuch des Canterbury College.

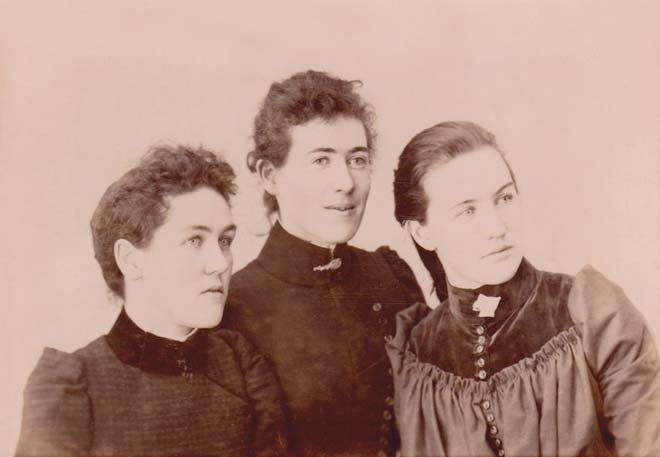
Stella Henderson (links) mit zwei ihrer Schwestern (1890er)

Sie schloss ihr Bachelor-Studium im Jahr 1892 ab, wurde für ihre hervorragenden Leistungen in Politikwissenschaft mit einer Ausstellung am College geehrt und absolvierte ein Jahr später ihren Magister mit einer First-Class-Auszeichnung in Literatur und Latein. Während ihres Studiums unterrichtete sie Kochkunst an der Girls' High School in Christchurch.

## Studium der Rechtswissenschaft
In den 1890er Jahren begann Stella Henderson, Jura zu studieren, wusste aber seinerzeit noch nicht, dass Berufsaussichten als Juristin seinerzeit Frauen nicht gegeben waren. Mit Unterstützung des örtlichen Anwalts und Rechtsdozenten William Izard konnte sie während ihres Studiums in der Kanzlei arbeiten und juristische Erfahrung sammeln. Doch erst, als der Female Law Practitioners Act im September 1896 verabschiedet wurde, konnte sie eine Prüfung zum Bachelor of Laws  ablegen, was sie im November 1897 tat und die Prüfung im März 1898 bestand.

## Karriere als Journalistin
1898 bekam Henderson die Stelle als Parlamentskorrespondentin in Wellington und als politische Leitartiklerin bei der Lyttelton Times. Der Herausgeber der Zeitung, Samuel Saunders, bat den Präsidenten der Pressetribüne im Parlament den für seine Zeitung zugewiesenen Platz für Henderson für ihr ungestörtes Arbeiten zuzulassen. Dieser ließ unter den männlichen Reportern darüber abstimmen, ob sie eine Frau unter ihnen zulassen würden. Viele der Journalisten wurden wütend darüber, dass eine Frau es wagte in ihr "Allerheiligstes" einzudringen und verweigerten ihre Zulassung unter ihren Reihen. Henderson hingegen erwarb eine Dauerkarte für die Damentribüne und schrieb ihre Leitartikel in der Teestube der Dame. Hendersons Ausgrenzung wurde zum Thema unter den Politikern, und nachdem die Angelegenheit an den Ausschuss für Berichterstattung und Debatten des Repräsentantenhauses verwiesen wurde, konnte der Streit in der Weise beigelegt werden, indem auf der Tribüne eine Trennwand mit einer für sie eingerichteten Kabine installiert wurde.
Am 8. März 1900 heiratete Henderson den Journalisten Edwin Frank Allan, mit dem sie später vier Kinder haben sollte. Sie nahm den Namen ihres Mannes an und nannte sich von nun an Stella Allan. Als ihre Unterstützung der Liberal Party im Interessenkonflikt mit der Lyttelton Times stand, in der die damalige Opposition unterstützt wurde, kündigten beide und wanderten nach Australien aus.

## Australien
1903 bekam Hendersons Mann in der Redaktion des Melbourne Argus als leitender Redakteur für auswärtige Angelegenheiten und Parlamentsangelegenheiten eine Anstellung. Sie selbst sollte erst vier Jahre später dort eine Beschäftigung bekommen, indem sie eine Serie von Artikeln über die erste Australian Women's Work Exhibition schreiben sollte. Ein Jahr später bekam sie in der Zeitung eine Festanstellung. Sie berichtete in dem Blatt unter dem Pseudonym "Vesta" regelmäßig über Frauenthemen und schrieb für die Kolumne „Women to women“, die einer der ersten ihrer Art in Australien war.
1910 war Henderson eine der drei Gründungsmitglieder der Australian Journalists Association, wurde Mitglied des Women Writers' Club und 1912 Gründungsmitglied des Lyceum Club, einer Frauen-Organisation für Kunst, Literatur und sozialen Engagement und später deren Präsidentin. Sie wurde des Weiteren Mitglied des National Council of Women, zuvor in Neuseeland und nun in Australien.
Als ihr Mann im Jahr 1922 verstarb, nahm sie zwei Jahre später die Herausforderung an, als stellvertretende australische Delegierte in der Versammlung des Völkerbunds (League of Nations) in Genf tätig zu werden und war 1930 Delegierte für die zweite Pan Pacific Women's Conference auf Hawaii. 1938 wurde ihre Arbeit und ihr Einfluss bei einer Versammlung aller wichtigen Frauenorganisationen des Bundesstaats Victoria im Rathaus von Melbourne besonders gewürdigt.
1939 zog sie nach England und berichtete dort für den Melbourne Argus über die Erfahrungen von Frauen und Kindern in Kriegszeiten. 1947 kehrte sie nach Melbourne zurück und lebte zurückgezogen bis zu ihrem Tod am 1. März 1962.

## Geschwister
Drei ihrer neun Geschwister waren:
- Schwester Elizabeth McCombs (1873–1935), die erste weibliche Parlamentsabgeordnete in Neuseeland
- Schwester Christina Kirk Henderson (1861–1953), prominente Lehrerin, Herausgeberin und Sozialreformerin in Neuseeland
- Bruder Alexander Gunn Henderson (1875–1960), Herausgeber des Star-Sun in Christchurch, Neuseeland[1]